# Hoe Zal Ik Het Zeggen?
Hoe Zal Ik Het Zeggen? (Como vou dizer isso?, em português) é uma série de televisão belga produzida pela casa de produção Shelter e exibida pelo canal VTM. A série é estrelada por Jens Dendoncker.

## Prêmios
Hoe Zal Ik Het Zeggen? venceu o prêmio de melhor Programa de Entretenimento sem Roteiro na 46º edição do International Emmy Awards. Anteriormente ganhou também um prêmio GOLD no WorldMediaFestival em Hamburgo, na categoria "Entretenimento: Comédia", o programa recebeu o prêmio de 'melhor novo formato de comédia' na MipTV em Cannes.